# Találás
A találás az ingó dolgok tulajdonának eredeti szerzésmódja, melynek során a találó a feltehetően más tulajdonában álló dolgon jogszabályban meghatározott feltételek mellett a birtokbavétellel tulajdonjogot szerez. A találás alapvető szabályait a Polgári Törvénykönyvről szóló 2013. évi V. törvény (a továbbiakban: Ptk.) ötödik könyvének 5:54–5:64. §-ai tartalmazzák.

## A találás mint eredeti tulajdonszerzés
Az elveszett, elrejtett vagy eltűnt dolgokat nem tekinthetjük uratlannak, gazdátlannak. A dolgok tulajdonjogával való felhagyásnak feltétlenül kifejezettnek és bizonyíthatónak kell lennie. Ezért aki elveszett, eltűnt vagy elrejtett dolgot talál, a találással még nem szerez tulajdonjogot.
A találás útján való tulajdonszerzés több, együttes feltétel bekövetkezésével valósul meg. Csak akkor lehet szó a tulajdonjog megszerzéséről, ha ezek a feltételek (így különösen a találó a jogszabályokban írt bejelentési kötelezettségeknek eleget tett és a találástól számított egy év eltelt) bekövetkeztek. Fogalmazhatunk úgy is, hogy főszabályként a találással a találó nem szerez tulajdonjogot, kivételként – bizonyos feltételek esetén – azonban megszerezheti a talált dolog tulajdonjogát. 
A találás eredeti tulajdonszerzés. Eredeti tulajdonszerzésnek az tekinthető, ha a tulajdonjog megszerzésekor a dolgon nem állt fenn tulajdon, vagy pedig a dolgon fennálló tulajdontól függetlenül keletkezik új tulajdon. Eredeti szerzésmód esetén az új tulajdonjog tartalmára, keretére nincs befolyással az esetleg előzőleg fennállt tulajdon tartalma, tehát nem érvényesülnek a tulajdonjogot terhelő korlátozások. Ennek megfelelően a talált dolog tulajdonának megszerzésével harmadik személyeknek a dologra vonatkozó, azt terhelő jogai megszűnnek.
A találás önálló tulajdonszerzési módként való elismerését az a forgalomvédelmi igény alapozza meg, hogy a tulajdonjog gyakorlására jogosított személy ne lehessen hosszabb ideig ismeretlen vagy bizonytalan. A találással való tulajdonszerzés a korábbi tulajdonos mulasztásán, illetve azon a feltevésen alapszik, hogy a korábbi tulajdonos a dolog elvesztésébe belenyugodott és visszaszerzése érdekében nem kíván lépéseket tenni.

## A tulajdonszerzés feltételei

### Általános feltételek
A találó a más tulajdonában álló dolgot a Ptk. 5:54. § (1) bekezdésében foglalt, következő feltételek együttes megvalósulása esetén szerzi meg:

- a találó a jogszabályokban előírt kötelességeit teljesítette, ennek körében mindent megtett azért, hogy a tényleges tulajdonos a dolgát visszakaphassa és
- a dolog tulajdonosa vagy az átvételre jogosult más személy a találástól számított egy éven belül, élő állat esetén három hónapon belül, a dologért nem jelentkezik.

A tulajdonszerzés találással a fentiek szerint csak akkor következik be, ha a találó a maga részéről a tulajdonos (a dolog elvesztője) jelentkezését nemcsak hogy semmilyen módon nem akadályozta, hanem azt – a körülményekhez képest szükséges és jogszabályban előírt módon – tevőlegesen is előmozdította. A találó akkor tesz meg mindent annak érdekében, hogy a dolgot a tulajdonosa, elvesztője vagy az átvételre jogosult más személy visszakaphassa, ha a találásról ezeket a személyeket haladéktalanul értesíti, vagy pedig a találást a lényeges és általa ismert körülmények közlésével a hatóságnak az előírt módon bejelenti.
Ezeknek a feltételeknek megvalósulása esetén is csak akkor szerez a találó tulajdonjogot, ha a dolgot nem a közönség számára nyitva álló épületben vagy helyiségben, továbbá közforgalmú közlekedési és szállítási vállalat szállítóeszközén találta.
Előfordulhat, hogy a dolgot nem egy, hanem több személy találja meg. Ebben az esetben ők találótársaknak minősülnek, és őket a találó jogai együttesen, egymás között egyenlő arányban illetik meg, és a találó kötelezettségei is egyetemlegesen terhelik őket. A találás szabályainak az alkalmazási körében találótársnak minősül az is, aki a dolgot elsőként felfedezte és annak birtokbavételére törekedett, de végül más vette azt előbb birtokba.

### Részletes feltételek
A talált dolgok tekintetében követendő eljárás részletes szabályait, melyet korábban a 18/1960. (IV. 13.) Korm. rendelet határozott meg, 2014. március 15. napjától a Ptk. 5:55–5:59. §-ai tartalmazzák. Ez az eljárás annak ellenére, hogy közigazgatási eljárási elemei vannak, szorosan hozzátartozik a tulajdonjog találással való megszerzéséhez, lényegében a tulajdonszerzés feltételeit határozza meg.
A Ptk. szabályai szerint a találó köteles a talált dolgot a találástól számított nyolc napon belül a dolog elvesztőjének, tulajdonosának, a dolog átvételre jogosult más személynek vagy a találás helye szerint illetékes jegyzőnek átadni. A jegyzőnek való átadáskor a találó nyilatkozni köteles arra nézve, hogy igényt tart-e a dolog tulajdonjogára. A találó igénybejelentéséről a jegyző igazolást ad.
Ha a találó e kötelezettségeit nem teljesíti és ezért a tulajdonos nem tudja visszakapni a dolgot, a találó a tulajdonossal szemben kártérítési felelősséggel tartozik, ha pedig a dolgot magánál tartotta, kötelezettsége jogalap nélküli gazdagodás visszatérítésére is kiterjed. A visszaszolgáltatási vagy beszolgáltatási kötelezettség elmulasztása emellett bűncselekménynek, a jogtalan elsajátítás vétségének minősül.
Ha az átadott dolog átvételére jogosult személye megállapítható, a jegyző a dolgot késedelem nélkül átadja a jogosultnak. Ha az átvételre jogosult személye nem állapítható meg, a jegyző a dolgot az átadástól számított három hónapon át megőrzi. Ha ez idő alatt a jogosult nem jelentkezik, a jegyző a talált dolgot – ha ennek tulajdonjogára az átadáskor igényt tartott – a találónak kiadja. A találó a neki kiadott dolgot állagának sérelme nélkül használhatja, azonban azt nem idegenítheti el, nem terhelheti meg és használatát másnak nem engedheti át. Ennek az az indoka, hogy a találó a dolog tulajdonjogát a jegyző általi kiadással még nem szerzi meg. A tulajdonszerzés – az egyéb feltételek fennállása esetén – a csak a Ptk. 5:54. §-ában meghatározott egy év (élő állat esetén három hónap) időtartam elteltével következik be. Ha a jogosult a dologért az átadástól számított három hónap alatt nem jelentkezett, és a találó az átadáskor nem tartott igényt a dolog tulajdonjogára, a jegyző a talált dolgot értékesíti.

### A tulajdonos jogai
A talált dolog átvételére (vagy a talált dolog helyére lépő vételárra) elsősorban a tulajdonos jogosult. A tulajdonos ezt a jogát elveszti, ha a találástól számított egy éven belül nem jelentkezik. Ha a tulajdonos a dologért a találástól számított egy éven belül jelentkezik, a dolog kiadása iránti jogát, ha a dolog még megvan, elévülés alá nem eső tulajdoni igénnyel érvényesítheti, az értékesítésből befolyó vételár kifizetését viszont kötelmi igényként, az elévülés általános keretei között követelheti.

## A találás sajátos esetkörei

### Találás nyilvános helyen
A Ptk. 5:59. § alapján a közönség számára nyitva álló épületben vagy helyiségben, továbbá közforgalmú közlekedési és szállítási vállalat szállítóeszközén talált dolgon a találó nem szerez tulajdonjogot, az ilyen dolgot a találó köteles az üzemeltető alkalmazottjának késedelem nélkül átadni. Ugyanez vonatkozik az ilyen helyeken talált pénzre is.  Ilyen esetben a dolgot a hivatal vagy a vállalat (például áruház) üzemeltetője vagy a jegyző három hónapi őrizet után értékesítheti, ha a tulajdonos a dologért nem jelentkezik.
A szabály mögött meghúzódó jogpolitikai indok, hogy ezek az intézmények általában fokozott mértékben ügyelnek a helyiségeikben és szállítási eszközeiken elhagyott dolgokra, és az itt elvesztett tárgyak kezeléséről intézményesen gondoskodni is tudnak. Ezért az ilyen helyeken maradt dolgok, ha más előbb birtokba nem veszi őket, a hatóság vagy a vállalat birtokába kerülnek. Valószínű az is, hogy aki ilyen helyen veszíti el dolgát, itt is fogja keresni, és a tulajdonszerzés lehetőségének elismerése az eredeti tulajdonosok érdekeinek védelmét indokolatlanul gyengítené. A tulajdonos a vevővel szemben később tulajdoni igénnyel nem léphet fel, mert ilyen esetekben a vevő a törvény erejénél fogva (az értékesítésre adott törvényi felhatalmazás alapján) tulajdont szerez. Mivel az értékesítésből befolyó vételár a Ptk. 5:63. § alapján az államot illeti, annak kiadására a tulajdonos nem tarthat igényt.

### Találódíj
A Ptk. 5:62. § alapján, ha a talált dolog nagyobb értékű, és annak tulajdonjogát a találó nem szerzi meg, a találó méltányos összegű találódíjra jogosult, ha mindent megtett annak érdekében, hogy a tulajdonos a dolgot visszakaphassa. A találódíj a találótársakat egyenlő arányban illeti meg. A találó a talált dolog kiadását költségkövetelésének és találódíjának kielégítéséig megtagadhatja. A találót ezek a jogok akkor is megilletik, ha a talált dolgot a hatóságnak adta át. A hatóság a dolgot vagy az értékesítéséből befolyt vételárat a találó hozzájárulásával adhatja ki az átvételre jogosultnak, kivéve, ha az átvételre jogosult a dolog értékét a hatóságnál letétbe helyezi. A letétbe helyezett összeg a letett dolog helyébe lép.
A találódíj a találó anyagi érdekeltségének fokozását, és ezúton közvetve a tulajdonjog védelmét szolgálja. A találódíjnak három feltétele van. Egyrészt a talált dolognak jelentősebb értékűnek kell lennie, másrészt a találónak a jogszabályokban előírt magatartást kell tanúsítania, harmadrészt a találó annak tulajdonjogát – jogszabályi akadály vagy a tulajdonos jelentkezése miatt – nem szerzi meg.
Azt, hogy mely dolog tekintendő nagyobb értékűnek, továbbá hogy a találódíj mértéke egyes esetekben mekkora legyen, a törvény nem határozza meg, ezt az eset körülményeire tekintettel – a talált dolog értékének különböző hányadában – állapítják meg a bíróságok. A találódíj mértékének meghatározása során olyan összeget kell találódíjként megítélni, amely megfelelő ösztönzést jelenthet a találó számára ahhoz, hogy mind a dolog megtalálása, mind a tulajdonos felkutatása érdekében hajlandó legyen befektetéseket eszközölni és fáradozni. Nem lehet azonban olyan mértékű, amely a dolog értékét megközelíti, mert ez a jogintézményt tenné a tulajdonos számára értelmetlenné: nem az a cél ugyanis, hogy a tulajdonos a dolgát visszavásárolja a találótól. A találódíj fizetésére a tulajdonos, illetőleg az állam köteles.
Ha a tulajdonos maga ajánl fel meghatározott összegű jutalmat a dolog megtalálójának, sajátos jogviszony jön létre a találó és a tulajdonos között. Ilyen esetben ugyanis a találó a tulajdonos ígéretében bízva cselekszik, akár költségeket vagy különös fáradozást is vállalva. Mivel ilyen esetben a tulajdonos ígérete olyan egyoldalú jognyilatkozat, amely díjkitűzést valósít meg, a találó pedig azzal, hogy a dologgal jelentkezik, teljesíti a díjkitűzés feltételeit, a díjkitűzést vállaló és a találó között kötelem keletkezik (Ptk. 6:588. §). Így a tulajdonos által ígért összegre a találó nem találódíjként, hanem kötelmi jogi kötelezettség teljesítésének az alapján tarthat igényt. Ennek alapján a találó sem tarthat igényt magasabb összegű találódíjra és a tulajdonos sem tagadhatja meg az ígért díj megfizetését.

### Az állam tulajdonszerzése találás esetén
Ha a talált dolog tulajdonosa az egyévi határidőn belül nem jelentkezik, és a dolgon a találó sem szerez tulajdonjogot, mert azt a jogszabály alapján nem szerezheti meg, vagy arra nem tart igényt, a tulajdonjog, illetőleg a dolog értékesítéséből befolyt vételár az államot illeti.
Az állam tulajdonszerzése a találástól számított egy év elteltével következik be, eddig az időpontig ugyanis a dolog tulajdonosa jelentkezhet, és visszaveheti a talált dolgot.

### Kincslelet (kincstalálás)
A Ptk. 5:64. § alapján, ha valaki olyan értékes dolgot talált, amelyet ismeretlen személyek elrejtettek, vagy amelynek tulajdonjoga egyébként feledésbe ment, köteles azt az államnak felajánlani. Ha az állam a dologra nem tart igényt, annak tulajdonát a találó szerzi meg; ellenkező esetben a találó a dolog értékéhez mérten megfelelő díjra jogosult. Ha az ilyen talált tárgy a védett kulturális javak körébe tartozik (régészeti, muzeális vagy műemléki értékű), annak tulajdonjoga az államot illeti meg.
A Ptk. 5:64. §-ban szabályozott találás esetköre a következő együttes feltételek esetén áll fenn:

- Értékes dolgot találnak. A törvény közelebbi útmutatást nem ad arra, hogy mit kell értékesebb dolognak tekinteni. Értékes lehet az a dolog is, ami nem tartozik a védett kulturális javak körébe, az ilyen jellegű tárgyat viszont mindenkor értékesnek kell tekinteni.
- A talált dolognak gazdátlannak kell lennie, abban az értelemben, hogy
  - a dolgot elrejtő személyek ismeretlenek, vagy
  - a dolog tulajdonjoga egyébként is feledésbe ment.

Ha akár a dolgot elrejtő személyét, akár tulajdonosát ismerik, nem tekinthetjük a dolgot gazdátlannak. Nem elegendő, ha a találó nem ismeri ezeket a személyeket, általában ismeretlennek kell lenniük.
A megtalált értékes tárgy tulajdonjogi helyzete aszerint alakul, hogy arra az állam igényt tart-e, vagy sem. A törvény előírja, hogy a találó a tárgyat köteles az államnak felajánlani. Ha az állam a felajánlott tárgyat tulajdonul elfogadja, a találó a dolog értékéhez mérten megfelelő díjra jogosult. Ha azonban az állam a dologra nem tart igényt, a tárgy a találó tulajdonába megy át. Ilyen esetekben a tulajdonjog keletkezésének alapja az állam elfogadó, vagy visszautasító nyilatkozata.
Muzeális vagy műemléki értékű dolgok esetében ez a tulajdonszerzési forma valójában az állami tulajdon különös esete, amelyben a tulajdont az állam nem a felajánlással vagy valamely jogának gyakorlásával szerzi meg, hanem a szabályozás a felajánlott dolgot már eleve az államot illető tulajdonként tételezi. Ez a tényállás nem a találáshoz, hanem a gazdátlan javak elsajátításához áll közel, azzal, hogy a találó valójában az állam részére szerez új tulajdonjogot. Így a kincslelet az állami tulajdon keletkezésének az egyik forrása.
Fontos különbség, hogy amíg a Ptk. 5:62. §-a esetében más személy tulajdonáról van szó, addig a Ptk. 5:64. §-ában meghatározott esetben lényegében gazdátlan dologról. Ez a különbség az oka annak is, hogy míg a Ptk. 5:62. §-a méltányos összegű találódíjról szól, ezzel szemben a Ptk. 5:64. §-a a dolog értékéhez igazodó megfelelő díjra utal. Utóbbi esetben ugyanis nyilvánvalóan jelentős értékű tárgyról van szó, amely a találó cselekménye folytán az állam tulajdonába kerül. Indokolt tehát, hogy az állam ezért megfelelő és a dolog értékéhez viszonyuló találódíjat fizessen, amely adott esetben – a bírói gyakorlat szerint – akár az érték egyharmad része is lehet.

## Jogtalan elsajátítás
A Büntető Törvénykönyvről szóló 2012. évi C. törvény 378. §-a alapján aki a talált idegen dolgot eltulajdonítja, vagy nyolc napon belül a hatóságnak vagy annak, aki elvesztette, nem adja át, illetve a véletlenül vagy tévedésből hozzá került idegen dolgot eltulajdonítja, vagy nyolc napon belül nem adja vissza, vétséget követ el, és egy évig terjedő szabadságvesztéssel büntetendő. A büntetés két évig terjedő szabadságvesztés, ha a jogtalan elsajátítást védett kulturális javak körébe tartozó tárgyra vagy régészeti leletre követik el.
Az idegen vagyon védelmét szolgálja, hogy a törvény nem csupán azokat a cselekményeket rendeli büntetni, amelyeknél már a cselekmény elkövetésekor megvolt az eltulajdonítási szándék, vagy célzat, de azokat is, amelyeknél az elkövető jóhiszeműen jutott a dolog birtokába és az eltulajdonítási szándék csupán később alakul ki benne, amikor felismeri az arra kínálkozó kedvező alkalmat. A bűncselekmény jogi tárgya ennek megfelelően a tulajdonjog, ami valamely dologban tárgyiasul.
Az elkövetési tárgy: idegen, értékkel bíró ingó dolog, amelynek sajátossága, hogy
- talált,
- tévedésből, illetve
- véletlenül került az elkövetőhöz.

Talált dolognak azt nevezzük, amit a birtokosa elvesztett, azaz a jogosított akaratán kívül került ki az uralma alól, és erről a tényről ő maga nem is tud. Az elveszítés feltétele, hogy az oly módon történik, ami kizárja annak a reális lehetőségét, hogy a tulajdonos ismét birtokba vegye a dolgot. Tévedésről akkor beszélünk e tényállás kapcsán, amikor a dolog tulajdonosa tesz olyan rendelkezést, amelynek eredményeként a dolog az elkövetőhöz kerül, de ez a rendelkezés a tulajdonos tudattartalmi hiányosságának eredményeként a tényleges akaratával ellenkezik. Véletlenül kerül az elkövető birtokába a dolog, ha az elkövető nem ismerte a dolog hozzákerülésének útját, és azt nem láthatta előre.
A bűncselekmény mind aktív (eltulajdonítás), mind passzív (vissza nem adás) magatartással elkövethető. Az eltulajdonításon olyan aktív magatartást értünk, amely bármely tulajdonosi részjogosítvány tanúsításával megvalósul. Amennyiben az elkövető a talált dolgot eltulajdonítja, akkor a cselekmény az eltulajdonítással akkor is befejeződött, ha a találástól számított nyolc nap még nem telt el. Az átadás, visszaadás elmulasztása útján megvalósuló bűncselekmény tiszta mulasztásos cselekmény, ezért a törvény meghatározta azt az időtartamot is (8 nap), ami az elkövető rendelkezésére áll a dolog visszaadására. A cselekmény kizárólag szándékosan követhető el. A bűncselekmény alanya tettesként csak az lehet, akihez a dolog találás, vagy tévedés útján került.
A kulturális javak körébe tartozó tárgyakra vagy régészeti leletre elkövetett jogtalan elsajátítást a bűncselekmény minősített eseteként szabályozza a törvény.